# محاصره جینگجو (۱۵۹۳)
محاصره جینگجو (انگلیسی: Siege of Jinju) یکی از نبردهای تهاجم ژاپن به کره (۱۵۹۸–۱۵۹۲) بود.